# Rio Grande County
Rio Grande County är ett administrativt område i delstaten Colorado, USA, med 11 982 invånare. Den administrativa huvudorten (county seat) är Del Norte.

## Geografi
Enligt United States Census Bureau så har countyt en total area på  2 362 km². 2 361 km² av den arean är land och 1 km² är vatten.

### Angränsande countyn
- Saguache County, Colorado - nord
- Alamosa County, Colorado - öst
- Conejos County, Colorado - syd
- Archuleta County, Colorado - sydväst
- Mineral County, Colorado - väst